# Tenthredininae

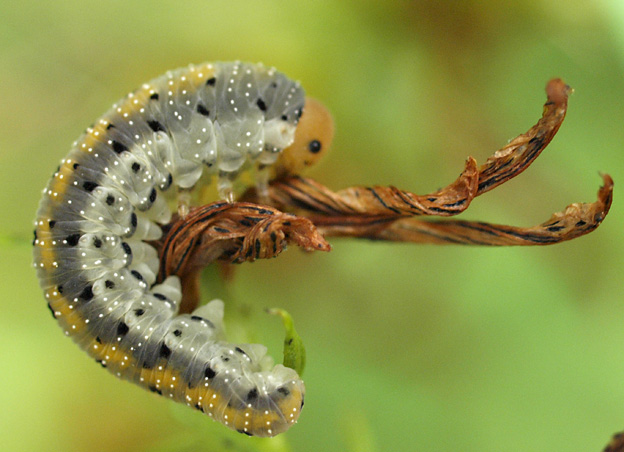
Larve von Tenthredo amoena

Die Tenthredininae sind eine Unterfamilie in der Familie der Echten Blattwespen (Tenthredinidae). Das Taxon wurde von dem französischen Entomologen Pierre André Latreille (1762–1833) im Jahr 1802 eingeführt. Typusgattung ist Tenthredo Linnaeus, 1758. Die Tenthredininae bilden die größte Unterfamilie der Echten Blattwespen. Die Tenthredininae kommen in den arktischen und gemäßigten Klimazonen der nördlichen Hemisphäre vor.

## Merkmale
Die Vertreter der Unterfamilie Tenthredininae weisen 7 Ringe an jedem der Hinterleibssegmente ihrer Larven auf. Die meisten anderen Tenthredinidae haben 5 oder 6 Ringe. Das Metepimeron wird vom Metepisternum durch eine ausgeprägte Furche getrennt. Weiterhin gibt es folgende Eigenschaften in der Flügeladerung der Vorderflügel. Die Adern M und 1m-cu verlaufen parallel. Die Ader R ist an der Basis der Ader Sc gebogen.

## Lebensweise
Die Larven sind frei beweglich und fressen an den Blättern ihrer Wirtspflanzen. Die Larvennahrungspflanzen vieler Arten sind noch unerforscht. Bekannte Wirtspflanzen gehören zu den Blütenpflanzen, Koniferen und Farnen.

## Innere Systematik
Zur Unterfamilie Tenthredininae gehören mindestens 1566 beschriebene Arten in 28 Gattungen. Diese verteilen sich auf 7 Tribus. Eine frühere achte Tribus Sioblini wurde ausgegliedert und in den Status einer Unterfamilie Sioblinae erhoben.
Die aktuell anerkannten Tribus mit deren Gattungen sind:
- Beldoneini Wei, 1997
  - Beldonea Cameron, 1899
- Macrophyini Benson, 1946
  - Deda Gibson, 1980
  - Macrophya Dahlbom, 1835
  - Pachyprotasis Hartig, 1837
- Neocolochelynini Wei & Nie, 1998
  - Colochela Malaise, 1937
  - Colochelyna Konow, 1898
  - Neocolochelyna Malaise, 1937
  - Neocorymbas Saini et al., 1985
- Perineurini Rohwer, 1911
  - Leucopelmonus MacGillivray, 1916
  - Perineura Rohwer, 1911
- Sciapterygini Benson, 1946
  - Filacus Smith & Gibson, 1984
  - †Renothredo Wei, 1998
  - Sciapteryx Stephens, 1835
  - Tianmuthredo Wei, 1997
  - Zaschizonyx Asmead, 1898
- Tenthredinini Latreille, 1802
  - Lagium Konow, 1904
  - Rhogogaster Konow, 1884
  - Tenthredo Linnaeus, 1758
  - Tyloceridius Malaise, 1945
- Tenthredopsini Benson, 1946
  - Aglaostigma Kirby, 1882
  - Tenthredopsis Costa, 1859

Weiterhin gibt es eine Reihe von Gattungen ohne Tribuszuordnung:
- Cromaphya Rohwer, 1921
- Lagidina Malaise, 1945
- †Nortonella Rohwer, 1908
- †Sambia Vilhelmsen & Engel, 2012
- †Taeniurites Cockerell, 1917
- †Tenthredoides J. Zhang, 1989
- Ussurinus Malaise, 1931